# Mavea
Mavea (auch: Ile Mafea, Ile Mafia, Ile Mavia) ist eine bewohnte Insel der Neuen Hebriden im Pazifik. Sie liegt vor der Ostküste von Espiritu Santo und gehört zur Provinz Sanma im Inselstaat Vanuatu. Die Insel erreicht an der höchsten Stelle ca. 63 m.

## Geographie
Die Insel liegt ca. 2,5 km vorgelagert vor der Ostküste von Espiritu Santo. Sie ist grob eirund und die Längsachse verläuft von Süden nach Nordwesten. Zusammen mit der Landzunge Le Hénaff Point im Norden, einer weiteren winzigen Insel und der Insel Aese (Haiite) bildet sie die Einfriedung der Buchten von Palikulo Bay und Turtle Bay. Eine Siedlung auf der Insel wird als Matanpousa bezeichnet. Zur größeren Insel Espiritu Santo hin ist die Küste ziemlich zerklüftet mit weiteren kleinen Inseln und zahlreichen Blue Holes.

## Bevölkerung
2015 wurden 232 Einwohner in 47 Haushalten gezählt. Etwa 30 Einwohner sprechen noch die vom Aussterben bedrohte Sprache Mavea. Weitere 30 Muttersprachler haben die Insel verlassen und leben zerstreut in Vanuatu, hauptsächlich auf Espiritu Santo (Deproma und Matevulu), auf Aore Island und in Port Vila, der Hauptstadt von Vanuatu. Alle Mavea-Sprecher sind bilingual mit Bislama.